# الاحتلال البريطاني لغور الأردن
بدأ احتلال غور الأردن من قِبل قوة المشاة المصرية (إي إي إف) في فبراير 1918 خلال حملة سيناء وفلسطين في الحرب العالمية الأولى. بعد احتلال أريحا في فبراير، بدأ فوج رماية خيالة أوكلاند دوريات في منطقة غور الأردن بالقرب من أريحا عند قاعدة الطريق من القدس. في نهاية شهر مارس، أُطلق هجوم على مدينة عمان في عهد إمارة شرق الأردن وشُنت معركة عمان الأولى من غور الأردن، بعد بضعة أسابيع تبع ذلك الهجوم الثاني غير الناجح عبر شرق الأردن على شونت نمرين والسلط في نهاية أبريل. خلال هذه الفترة ترسخ احتلال الأردن بالكامل واستمر خلال صيف عام 1918. انتهى الاحتلال في سبتمبر مع معركة مجدو التي ضمت معركة شارون ومعركة نابلس. جرت معركة شرق الأردن الثالثة ومعركة عمان الثانية باعتبارها جزء من معركة نابلس.
رغم المناخ الصعب والبيئة غير الصحية في غور الأردن، قرر الجنرال إدموند ألنبي أنه من أجل ضمان قوة الخطوط الأمامية لقوة المشاة المصرية، كان من الضروري تمديد الخط الممتد من البحر الأبيض المتوسط، عبر جبال يهودا إلى البحر الميت حتى حماية جناحه الأيمن. استمر هذا الخط حتى سبتمبر، ما وفر موقعًا قويًا يمكن من خلاله شن الهجمات على عمان والشرق شمالًا باتجاه دمشق.
خلال الفترة من مارس إلى سبتمبر، سيطر الجيش العثماني على تلال مملكة موآب على الجانب الشرقي من الوادي والجزء الشمالي من الوادي. قصفت مدفعيتها ذات الموقع الجيد بشكل دوري قوى الاحتلال، وخاصة في شهر مايو، قصفت الطائرات الألمانية المعسكرات وخطوط الخيول. نتيجة للنصر الكبير في مجدو تعززت المنطقة المحتلة مع مناطق الإمبراطورية العثمانية السابقة الأخرى التي استُولي عليها خلال الحرب.

## المرجعية
بعد الاستيلاء على القدس في نهاية عام 1917، عبر الرماة المشاة والخيالة نهر الأردن وكانت نقطة الانطلاق في بداية الهجوم الأول الفاشل لإمارة شرق الأردن على عمان في مارس. كانت هزيمة الهجوم الثاني في شرق الأردن على شونيت نمرين والسلط والانسحاب إلى وادي الأردن في الفترة من 3 إلى 5 مايو، بمثابة نهاية للعمليات الكبرى حتى سبتمبر 1918. 
تحول التركيز إلى هجوم الربيع الألماني الذي أطلقه لودندورف على الجبهة الغربية، والذي بدأ في نفس يوم الهجوم الأول لإمارة شرق الأردن على عمان، متفوقة بذلك على فشلها. انهارت الجبهة البريطانية في بيكاردي التي تضمنت 300,000 جندي عندما شُنت هجمات قوية على جانبي السوم بقوة 750,000 جندي، ما اضطر جيش غوف الخامس إلى العودة إلى أميان تقريبًا. في يوم واحد، 23 مارس تقدمت القوات الألمانية 12 ميلًا (19 كم) واستولت على 600 بندقية. في المجموع خسر جيش غوف الخامس 1000 بندقية و 160,000 جندي ليعاني بذلك أسوأ هزيمة في الحرب. اعترفت حكومة الحرب البريطانية على الفور بأن الإطاحة بالإمبراطورية العثمانية يجب تأجيلها على الأقل. وصف ألنبي أثر هذا الهجوم على حملة فلسطين في 1 أبريل 1918: «هنا، تمكنت من مداهمة سكة حديد الحجاز 40 ميلًا شرق الأردن وألحقت أضرارًا كبيرة ولكن برنامجي الصغير يتضاءل الآن وفي حالة غير كافية بما يتناسب مع القضية مقارنةً مع الأحداث في أوروبا». بين عشية وضحاها، انتقلت فلسطين من كونها الأولوية الأولى للحكومة البريطانية إلى «العرض الجانبي». 

### قرار احتلال الغور
تتضمن أسباب تحصين غور الأردن – الطريق من محطة حجاز للسكك الحديدية في عمان إلى شونة نمرين مقابل معبر الغورانية لنهر الأردن، الذي كان لا يزال يشكل تهديدًا استراتيجيًا خطيرًا على الجناح البريطاني الأيمن حيث يمكن لقوة ألمانية وعثمانية كبيرة أن تكون سريعة جدًا في التنقل من عمان إلى شونة نمرين وشن هجوم كبير في الغور.
1. تتطلب خطة التقدم في سبتمبر الحفاظ على تحصين الأردن والحفاظ على تهديد مستمر بشن هجوم آخر عبر إمارة شرق الأردن. [7]
2. أبقت حركة قوات الخيالة إمكانية وقوع هجوم ثالث عبر إمارة شرق الأردن على هذا الجناح وإمكانية تحملهم للحرارة الرهيبة، افتراض العدو، أن التقدم التالي سيأتي في هذا القطاع من خط الجبهة. [8]
3. كان التهديد الضمني لقوة كبيرة محمولة نشطة باستمرار في أي جزء من الخط الأمامي لفيلق خيالة الصحراء يستند على توقعات العدو من شن هجوم جديد في تلك المنطقة. [6]
4. سحب الجنرال هاري شوفيل القوات من الوادي إلى المرتفعات، التي كانت من الأراضي المنصوص عليها ولكن بسبب فقدان الأرض توجب إعادة الاستيلاء عليها قبل عمليات سبتمبر المقترحة.[6]
5. على الرغم من الأعداد الهائلة من المرضى الذين من المتوقع أن يعانوا خلال احتلال غور الأردن، فإن إعادة الاستيلاء على الغور ربما كان أكثر تكلفة من الاحتفاظ به.[6]
6. إن حدث تراجع خارج غور الأردن، فإن الموقع البديل في البرية المطلة على غور الأردن لم يكن كافيًا سواءً من ناحية المساحة أو المياه لاستيعاب فيلق خيالة الصحراء.[6][9]
7. من شأن التراجع عن الغور أن يعزز الروح المعنوية المتزايدة بالفعل للقوات الألمانية والعثمانية ومكانتها في المنطقة، بعد انتصاراتها في الخارج. [6]
8. عادة ما احتُجزت القوات المركبة في الاحتياط، لكن لم يعتقد ألنبي أن هناك ما يكفي من فرق المشاة المتاحة للاحتفاظ بخط الجبهة في حين كان يجري إعادة تنظيم جذري لقوة الحملة المصرية. [9]

لذلك تقرر الدفاع عن الجناح الشرقي من غور الأردن بحامية قوية حتى سبتمبر واحتلال مكان يعتبره الكثيرون مكاناً غير سار وغير صحي وغير صالح للسكن تقريبًا خلال أشهر الصيف الحارة بسبب الحرارة والرطوبة العالية والملاريا. 
وكان من المهم جدًا دعم قوة الحجاز العربية بقيادة الأمير فيصل للدفاع عن الجناح الأيمن لقوة المشاة المصرية، حيث أنها دُعمت لدرجة كبير من قبل ديوان الحرب. بعد تأخير في استلام الدفعة، كتب المفوض السامي في مصر ريجنالد ونجت إلى ألنبي في 5 يوليو 1918، «أعتقد أننا سندير الدعم المطلوب بالإضافة إلى 50,000 جنيه إسترليني إضافية تحتاجها العمليات الشمالية». في ذلك الوقت كان 400,000 جنيه استرليني في طريقها من أستراليا، في حين كان وينغيت يطلب من مكتب الحرب 500,000 جنيه إسترليني إضافية، مما يؤكد على أهمية «دفع دعمنا العربي» بانتظام. 
حافظ المدافعون العثمانيون على مركز مراقبة على تلة الهود التي تهيمن على غور الأردن بأكمله.